# Sphaerosepalaceae
Die Sphaerosepalaceae sind eine Pflanzenfamilie in der Ordnung der Malvenartigen (Malvales). Diese Familie enthält nur zwei Gattungen mit 14 bis 20 Arten. Die Arten haben ihre Areale nur auf Madagaskar.

## Beschreibung
Es handelt sich um laubabwerfende Bäume oder Sträucher. Die wechselständig angeordneten Laubblätter sind einfach mit glattem Blattrand. Die meist sehr breiten Nebenblätter umfassen manchmal den Zweig.
Die Blüten stehen in achsel- oder endständigen zymösen Blütenständen zusammen mit Hochblättern. Die zwittrigen Blüten sind radiärsymmetrisch bis schwach zygomorph mit doppeltem Perianth. Es sind zwei Kreise mit je zwei bis drei freien, ledrigen Kelchblättern vorhanden, die inneren sind größer; alle Kelchblätter überdecken sich deutlich. Es sind meist vier (drei bis acht) freie, genagelte Kronblätter vorhanden; sie sind weiß oder gelb. Es ist ein ringförmiger Diskus vorhanden. Die 25 bis mehr als 100 fertilen Staubblätter sind deutlich ungleich; sie sind in zwei bis vier Kreisen angeordnet, untereinander frei oder zu zwei bis vier Bündeln zusammengefasst; sie sind nicht mit den Kronblättern verwachsen. Die meist drei (zwei bis fünf) oberständigen oder manchmal halbunterständigen Fruchtblätter sind bei Dialyceras teilweise frei und bei Rhopalocarpus zu einem Fruchtknoten verwachsen. Bei beiden Gattungen ist nur ein Griffel vorhanden. 
Rhopalocarpus bilden Spaltfrüchte, die vier bis zehn Samen enthalten. Die zwei bis fünf, meist drei, ein- bis zweisamigen, kapselähnlichen Früchte von Dialyceras bilden eine Sammelfrucht. Die großen Samen sind ölhaltig.

## Systematik
Ein Synonym für Sphaerosepalaceae ist Rhopalocarpaceae Hemsl. ex Takht.
Die Familie der Sphaerosepalaceae enthält nur zwei Gattungen mit 14 bis 20 Arten:
- Dialyceras Capuron: Mit ein bis drei Arten:
  - Dialyceras coriaceum (Capuron) J.-F.Leroy
  - Dialyceras discolor J.-F.Leroy
  - Dialyceras parvifolium Capuron
- Rhopalocarpus Bojer (Syn.: Sphaerosepalum Baker): Mit 13 bis 17 Arten:
  - Rhopalocarpus alternifolius (Baker) Capuron
  - Rhopalocarpus binervius Capuron
  - Rhopalocarpus coriaceus (Scott-Elliot) Capuron
  - Rhopalocarpus crassinervius (Capuron) G.E.Schatz, Lowry & A.-E.Wolf
  - Rhopalocarpus excelsus Capuron
  - Rhopalocarpus longipetiolatus Hemsl.
  - Rhopalocarpus louvelii (Danguy) Capuron
  - Rhopalocarpus lucidus Bojer
  - Rhopalocarpus macrorhamnifolius Capuron
  - Rhopalocarpus mollis G.E.Schatz & Lowry
  - Rhopalocarpus parvifolius (Capuron) G.E.Schatz, Lowry & A.-E.Wolf
  - Rhopalocarpus randrianaivoi G.E.Schatz & Lowry
  - Rhopalocarpus similis Hemsl.
  - Rhopalocarpus suarezensis Capuron ex Bosser
  - Rhopalocarpus thouarsianus Baill.
  - Rhopalocarpus triplinervius Baill.
  - Rhopalocarpus undulatus Capuron